# Tirnauer Wochenblatt
Das Tirnauer Wochenblatt war eine deutschsprachige Wochenzeitung, die von 1869 bis 1918 in Tyrnau (slowak. Trnava, ung. Nagyszombat) in der Habsburgermonarchie im Königreich Ungarn erschienen ist. Die von Sigmund Winter gegründete und geleitete Zeitung bot ihren Lesern eine allgemeine Rundschau, Wirtschafts- und Börsennachrichten sowie ein Feuilleton. Bereits in den frühen 1870er Jahren plante Winter, die Zeitung in ungarischer Sprache herauszugeben, jedoch war hierfür die Leser- und Abonnentenzahl in Tyrnau noch zu gering. Ab 1877 erhielt die Zeitung eine ungarischsprachige Beilage. Am 5. Mai 1878 übernahm schließlich der königliche Notar János Henrik Thinágl, der seit Gründung des Tirnauer Wochenblatts ein regelmäßiger Mitarbeiter gewesen war, Eigentum und Redaktion der Zeitung. Ab dem 1. Januar 1879 erschien sie unter dem Titel Nagyszombati Hetilap in ungarischer und deutscher Sprache. Ab dem 14. September 1902 wurde der deutschsprachige Teil immer unbedeutender und verschwand schließlich ganz. Die Zeitung musste im letzten Jahr des Ersten Weltkriegs ihr Erscheinen einstellen.

## Chefredakteure
Schriftleitung:
- Sigmund Winter
- Ludwig Ujházy (ab 7. Jan. 1872)
- Sigmund Winter (ab 7. Juli 1872)
- János Henrik Thinágl (ab 5. Mai 1878)
- Emil Hudyma (ab 11. Okt. 1908)
- Géza Veszely (ab 21. Mai 1911)
- Pál Gáspár (ab 7. Jan. 1917)